# TNA Lockdown (2010)
Lockdown 2010 est un pay-per-view de catch organisé par la fédération Total Nonstop Action Wrestling qui s'est déroulé le 18 avril 2010 à Saint Charles.
Comme chaque année, les principaux matchs seront des Steel Cage matchs.

## Contexte
Les spectacles de la Total Nonstop Action Wrestling en paiement à la séance sont constitués de matchs aux résultats prédéterminés par les scénaristes de la TNA, justifiés par des rivalités ou qualifications survenues dans l'émission TNA Impact!.
Les scénarios ici présentés sont la version des faits telle qu'elle est présentée lors des émissions télévisées. Elle respectent donc le Kayfabe de la TNA.
En remportant le tournoi de Against All Odds, D'Angelo Dinero a gagné un match de championnat à Lockdown pour le Championnat du Monde poids-lourds de la TNA. Le match pour le titre à Destination X s'étant soldé par un no contest, A.J. Styles resta champion et devint donc le futur adversaire de Dinero.

## Matchs
| # | Matchs | Stipulation | Temps |
| - | --- | --- | ----- |
| 1 | Rob Van Dam def. James Storm | Steel Cage match pour avoir un avantage numérique au Lethal Lockdown                                                  | 06:40 |
| 2 | Homicide def. Brian Kendrick, Chris Sabin et Alex Shelley | Fatal-Four Way Xscape match pour déterminer le troisième participant du X Division Championship match                 | 04:58 |
| 3 | Kevin Nash def. Eric Young | Steel Cage match | 04:50 |
| 4 | The Beautiful People (Madison Rayne & Velvet Sky) (w/Lacey Von Erich) (c) def. Angelina Love (c) & Tara                                                        | Winner Takes All Tag Team Steel Cage match pour le Championnat des Knockout et le Championnat par équipe des Knockout | 05:10 |
| 5 | Kazarian def. Homicide et Shannon Moore | Three Way Steel Cage match pour le Championnat X Division                                                             | 09:07 |
| 6 | Team 3D (Brother Ray & Brother Devon) def. Scott Hall & Kevin Nash                                                                                             | St. Louis Street Fight match                                                                                          | 06:45 |
| 7 | Kurt Angle def. Mr. Anderson | Steel Cage match | 20:55 |
| 8 | A.J. Styles (c) def. D'Angelo Dinero | Steel Cage match pour le Championnat du Monde poids-lourds                                                            | 15:43 |
| 9 | Team Hogan (Abyss (cap.), Jeff Jarrett, Jeff Hardy & Rob Van Dam) def. Team Flair (Sting (cap.), Beer Money Inc. (James Storm & Robert Roode) & Desmond Wolfe) | Lethal Lockdown | 30:15 |